# Krokuta cętkowana
Krokuta cętkowana, hiena cętkowana, hiena plamista (Crocuta crocuta) – gatunek drapieżnego ssaka z podrodziny hien (Hyaeninae) w obrębie rodziny hienowatych (Hyaenidae), największa ze współcześnie żyjących hien.

## Taksonomia
Gatunek po raz pierwszy zgodnie z zasadami nazewnictwa binominalnego opisał w 1777 roku niemiecki przyrodnik Johann Christian Polycarp Erxleben nadając mu nazwę Canis crocuta. Jako miejsce typowe Erxleben wskazał Gwineę, Etiopię i tereny po Przylądek Dobrej Nadziei (łac. „Guinea, Aethiopia, ad caput bonae spei in terrae rupiumque caueis”), ograniczone w 1911 roku przez Cabrarę do Senegambii. Jedyny żyjący współcześnie przedstawiciel rodzaju krokuta (Crocuta).
Obecnie nie jest rozpoznawany żaden podgatunek pomimo znacznych różnic w kolorze i masie ciała w całej Czarnej Afryce (np. osobniki z południowej Afryki są większe niż te z wschodniej Afryki). Autorzy Illustrated Checklist of the Mammals of the World uznają ten gatunek za monotypowy.

### Etymologia
Crocuta i crocuta: gr. κροκωτός krokōtos „koloru szafranu”, od κροκος krokos „żółty, szafran”; od przeważającego koloru w ubarwieniu sierści krokuty cętkowanej.

## Zasięg występowania

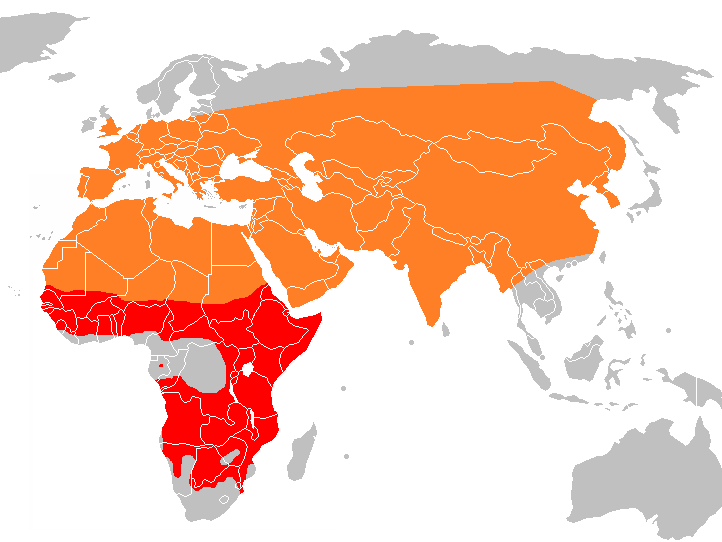
Na czerwono współczesne występowanie, na pomarańczowo plejstoceńskie występowanie hieny z rodzaju Crocuta

Krokuta cętkowana występuje w większości Afryki na południe od Sahary, z wyjątkiem nizinnych tropikalnych lasów deszczowych. Wytępiona na wielu obszarach południowej Afryki.

## Morfologia

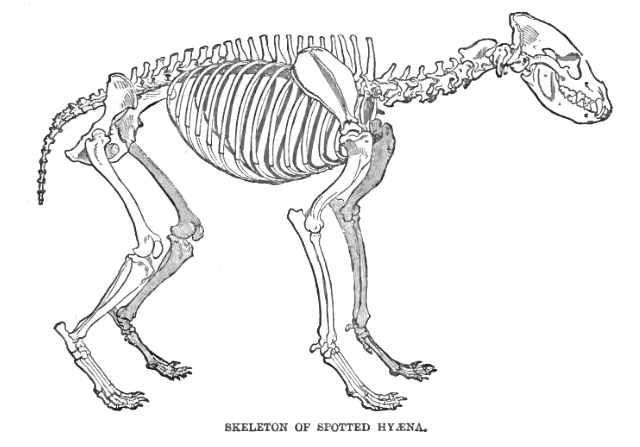
Szkielet

Długość ciała (bez ogona) 125–160 cm, długość ogona 22–27 cm, wysokość w kłębie 77,3–80,7 cm; masa ciała 45–55 kg, czasami do 85 kg. Samice są o około 10% większe od samców, chociaż rozkłady rozmiarów dla samców i samic pokrywają się. Stopień dymorfizmu płciowego w wielkości ciała różni się geograficznie, przy czym najbardziej widoczny jest w Afryce Południowej. Sierść gęsta, od szarej do brązowej z ciemnymi cętkami, które bledną wraz z wiekiem. Młode hieny rodzą się czarne, z wiekiem jaśnieją i pojawiają się u nich cętki.

## Ekologia

### Tryb życia
Krokuta cętkowana egzystuje na sawannach i pustyniach. Krokuty cętkowane żyją w stadach (klanach), w których przewodniczką jest zwykle najstarsza samica. Wielkość klanu i jego rewiru zależą od zamieszkiwanego środowiska. Zazwyczaj w klanie jest od 15 do 80 osobników. Terytorium zajmuje zazwyczaj około 50 kilometrów kwadratowych. Zdarzają się osobniki żyjące samotnie lub w parach. Stado wspólnie broni terytorium lub pożywienia przed wrogami.
Dużą rolę w życiu tych zwierząt odgrywa kontakt fizyczny, jak i sygnały zapachowe i wzrokowe. Hierarchia w klanie jest najlepiej zauważalna podczas jedzenia. Dominująca samica je pierwsza. Następnie inne samice i ich młode, a na końcu samce. Wszystkie krokuty muszą reagować na gniew przywódczyni zgodnie z ich pozycją. Inaczej załamie się porządek społeczny klanu. Nieposłuszeństwo przewodniczka stada karze gryzieniem.

### Pokarm
Krokuty cętkowane żywią się nie tylko padliną, lecz także aktywnie polują na antylopy, zebry i inne średniej wielkości zwierzęta, a czasami na młode żyrafy, słonie i nosorożce. Potrafi wyczuć pożywienie z odległości wielu kilometrów. Krokuta zjada wszystko, co się da strawić. Ma bardzo silne szczęki zdolne skruszyć kość słonia.
Często odganiają od zdobyczy inne drapieżniki. Może biec za pożywieniem nawet 68 km/h. Strategia polowania krokut polega na ściganiu ofiary aż do całkowitej utraty przez nią sił. Chwytają za kark i żebra i powalają na ziemię. Potrafią one całkowicie ogołocić szkielet z mięsa w ciągu godziny.

### Rozród

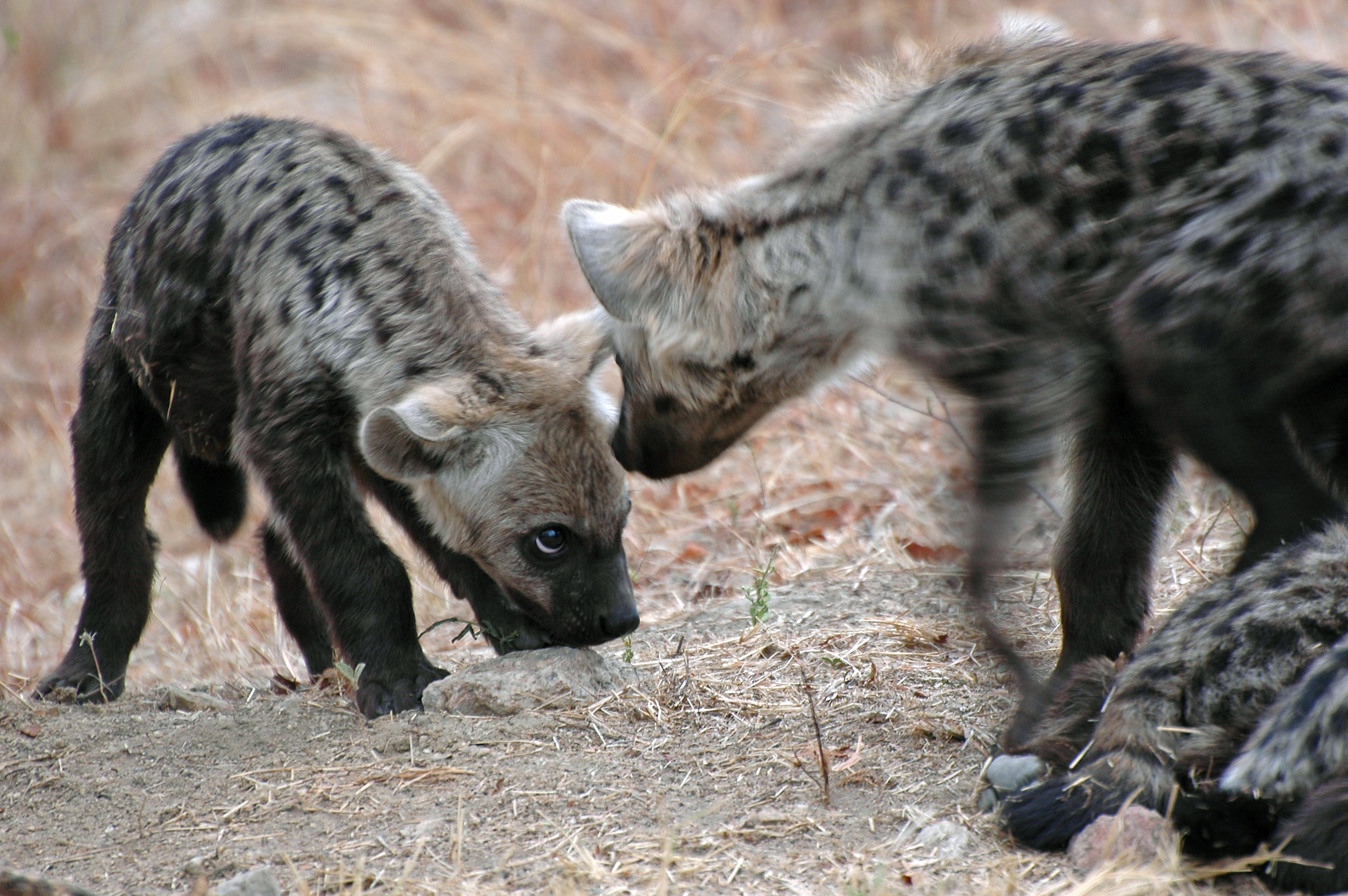
Młode krokuty

Samice gotowe są do zapłodnienia tylko kilka dni i powtarza się to co pół roku. Kopulacja trwa od 4 do 12 minut. Po około 100 dniach samica rodzi w norze jednego młodego (bardzo rzadko 2), które mają otwarte oczy. Małe hieny już po urodzeniu walczą ze sobą. Okres laktacji trwa około jednego roku.

## Wrogowie
Do głównych wrogów krokuty cętkowanej należą lwy. Innymi naturalnymi wrogami krokuty cętkowatej są lamparty lub inne hieny. O padlinę zazwyczaj walczą z sępami.